# Étoile (série télévisée)
Pour les articles homonymes, voir Étoile (homonymie).
Étoile est une série télévisée américaine en huit épisodes d'environ 61 minutes créée par Daniel Palladino et Amy Sherman-Palladino, et mise en ligne le 24 avril 2025 sur le service Prime Video.

## Synopsis
Pour préserver leur prestige et assurer leur avenir, deux compagnies de ballet parmi les plus célèbres au monde, l’une à New York et l’autre à Paris, décident d’échanger leurs danseurs étoiles, les interprètes les plus brillants de leur génération.

## Distribution

### Acteurs principaux
- Luke Kirby (VF : Damien Boisseau ; VQ : Éric Bruneau) : Jack McMillan, directeur artistique du Metropolitan Ballet Theater de New York
- Charlotte Gainsbourg (VF : Elisabeth Ventura ; VQ : Alice Pascual) : Geneviève Lavigne, directrice artistique par intérim du Ballet National de Paris (Camille Cottin était pressentie au départ pour ce rôle[1])
- Lou de Laâge (VF : Alice Orsat ; VQ : Kim Jalabert) : Cheyenne Toussaint, doublée dans les scènes de danse par Constance Devernay-Laurence[2]. Lou de Laâge avait fait de la danse classique étant jeune, mais elle a repris des cours pendant 9 mois pour préparer ce rôle[3].
- Gideon Glick (en) (VF : Maxime Baudouin ; VQ : Sébastien René) : Tobias Bell
- David Alvarez (en) : Gael Rodriguez
- Ivan du Pontavice (VF : lui-même ; VQ : Alexandre Bacon) : Gabin Roux, doublé pour les scènes de danse par Arcadian Broad
- Taïs Vinolo (VF : Rosalie Hamet) : Mishi Duplessis
- David Haig (VF : Franck Capillery ; VQ : François Sasseville) : Nicholas Leutwylek
- LaMay Zhang : SuSu Li
- Simon Callow (VF : Bernard Alane ; VQ : Sébastien Dhavernas) : Crispin Shamblee

### Acteurs récurrents
- Yanic Truesdale (VF : Thibaut Lacour) : Raphaël Marchand
- Marie Berto : Bruna Toussaint
- Christine Chang : Fei
- Joy Womack (en) : Tasha Schaeffer
- Tiler Peck (en) : Eva Cullman
- Isabelle Candelier : Cléa Duplessis
- Yannig Samot : Florent Duplessis
- Allister Madin : Matthieu Rivière
- Patrick Page : John Fish
- Kelly Bishop : Clara Fish-McMillan
- Constance Devernay : Mélanie Dubois
- Tristan Ridel : Tristan Magan
- Robbie Fairchild (en) : Larry O'Connell
- Axel Gallois (VF : lui-même) : Alain Michel
- Nina Arianda : Quinn McMillan
- Ambrose Martos : Dr Speer

### Invités
- Didi Conn : Diane
- David Byrne : lui-même
- Jonathan Groff : Kevin
- Sparks : eux-mêmes
- Isaac Mizrahi : lui-même
- Bob Dishy : Grand-père Charles Fish
- Connor Ratliff (en) : Morton
- Alexander Gemignani (en) : Sander

 Source et légende : version française (VF) sur RS Doublage

## Production
Le 26 avril 2023, Amazon commande deux saisons de huit épisodes chacunes.
Le 6 juin 2025, Amazon annule la série un mois après la première saison, pour raisons financières.

## Épisodes
1. L'Échange (The Swap)
2. Le Taureau (The Bull)
3. Le Poisson (The Fish)
4. Le Hoquet (The Hiccup)
5. Le Rat (The Rat)
6. Le Désastre (The Disaster)
7. Le Faux pas (The Slip)
8. L'Offre (The Offer)